# Чаплін Марія-Гражина Анатоліївна
Марія-Гражина Анатоліївна Чаплін (нар. 30 листопада 1981 року, Львів) — українська журналістка, телеведуча, продюсерка, володарка титулу «Міс Україна — 2002». Засновниця премії WIBA Awards (World Influencers and Bloggers Awards). Видавчиня і продюсерка у Times Monaco і в австрійській, кіпрській і монакській версіях журналу L'Officiel.

## Біографія
Народилась 30 листопада 1981 року в місті Львові, де провела дитинство. Батько Анатолій Чаплін — радянський вчений в області теорії та техніки антен. Мати Христина Богданівна Блажкевич — професор Львівської національної музичної академії ім. М. В. Лисенка.

### Освіта
Середню освіту здобула впродовж 1987-95 рр. у Львівській музичній школі-інтернат ім.С.Крушельницької. Згодом навчалася на юридичному факультеті Західно-Українського коледжу.
Здобула вищу освіту в Москві у 1999 році. У 2003 році закінчила Інститут міжнародного права і економіки імені Грибоєдова, юридичний факультет з дипломом магістра. Надалі вибрала журналістику. Освоювала ази професії в Інституті Телебачення при Останкіно в 2005 році, який з успіхом закінчила в 2007.

## Діяльність
У 2008 році спільно з італійськими дизайнерами створила бренд біжутерії De Tiara, який успішно продається в Європі, має кілька монобрендових бутиків з головною точкою продажу в Монте Карло.
У 2013 році переїхала в Монако, де заснувала міжнародну медіа групу City life, в яку входить телеканал City life TV. В даний час Марія-Гражина працює продюсеркою телеканалу City LIFE TV (Монако), який має свої представництва у Дубаї, Мілані, Лос-Анджелесі та кількох містах України: Львів, Київ та Одеса. Телеканал City LIFE TV виготовляє контент для трансляції у закладах HoReCa (готелі, ресторани, кафе, клуби, салони краси, приватні клініки).
У 2001 році стала переможницею конкурсу «Міс Західна Україна». У 2002 році отримала титул «Міс Україна — 2002» на конкурсі «Краса України» у Львові. Згодом займалася продюсуванням конкурсів різного рівня: «Міс Львів» та «Міс Львів ТБ» (2002—2015).
Після закінчення інституту телебачення, у 2006 році розпочинає кар'єру журналісткт, а потім ведучої телевізійних програм. Працювала на кількох російських каналах, за час своєї роботи на ТБ записала безліч інтерв'ю з медійними особистостями, серед яких: Елтон Джон, Дженніфер Лопес, Роберто Каваллі, Хосе Каррерас, Джессіка Сімпсон, Марина Влад, Роман Віктюк. З 2013 року запрошена на посаду ведучої проєкту Chik TV, в Монте-Карло, Монако.
Також Марія-Гражина Чаплін є видавчинею і продюсеркою обкладинок журналу Times Monaco. У 2020 році вона запустила L'Officiel Cyprus.
У 2018 році заснувала міжнародний проєкт World Influencers and Bloggers Awards. Штаб-квартира премії розташовується в Монако. Марія-Гражина Чаплін стала продюсеркою і натхненницею заходу. Для регламентації подій і процедур премії з'явилися дві супутні організації: World Influencers Association & World Bloggers Agency.

## Сім'я
- Батько Чаплін Анатолій Федорович був радянським вченим в області теорії та техніки антен.
- Мати Христина Богданівна Блажкевич (нар.1941), з 2000 р. працювала професором на кафедрі №1 та №2 спеціального фортепіано[8] у Львівській державній музичній академії ім. М. В. Лисенка.
- Старший зведений (від першого шлюбу батька) брат Всеволод Чаплін (31.03.1968 — 26.01.2020) був доволі одіозним релігійним діячем, священником Російської Православної Церкви.
- Дідусь по маминій лінії Богдан Іванович Блажкевич (28.08.1912 - 10.10.1986) — доктор технічних наук, Заслужений діяч науки УРСР[9].
- Прабабця Блажкевич Іванна Омелянівна була відомою українською дитячою письменницею, громадською діячкою, просвітницею.

Одружена і проживає у Монако.